# Latanoprost
Latanoprost is een geneesmiddel voor de behandeling van glaucoom en verhoogde oogboldruk. Het bevordert de afvoer van oogvocht waardoor de oogdruk daalt.
Latanoprost behoort tot de synthetische prostaglandine-analoga; het is een prostaglandine F2α-analogon. Andere vergelijkbare prostaglandine-analoga zijn bimatoprost, tafluprost en travoprost.
Latanoprost werd ontwikkeld door het Zweedse bedrijf Pharmacia, dat in 2002 gekocht werd door Pfizer. Pfizer verkoopt latanoprost in oogdruppels van het merk Xalatan. Er zijn inmiddels ook generieke vormen op de markt van verschillende producenten. Het is enkel op voorschrift verkrijgbaar.
Enkele mogelijke bijwerkingen van latanoprost zijn een verkleuring (donkerder worden) van de irissen en van de oogleden en wimpers.
De stof is opgenomen in de lijst van essentiële geneesmiddelen van de WHO.